# Сорокины (купцы)

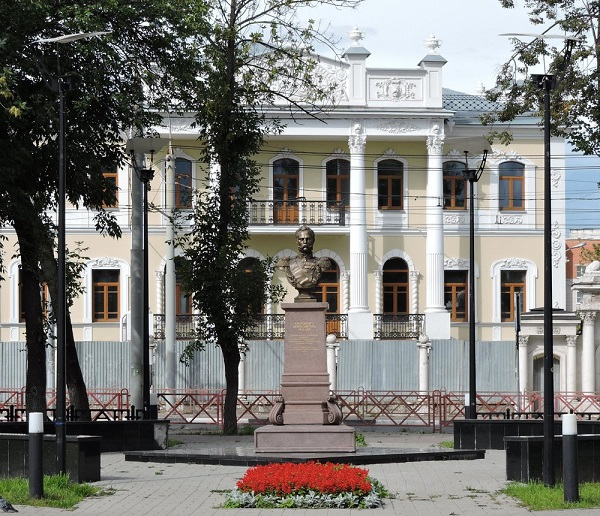
Дом Сорокиных в Ярославле

Сорокины - известный ярославский купеческий род, который владел кожевенными и свинцово-белильными заводами. Они стали известны благодаря своим щедрым пожертвованиям и благотворительной деятельности.

## История и представители рода
История рода начинается в середине XVIII века. Они проживали в районе Семёновской (ныне Красной) площади в городе Ярославль, где ранее находился ансамбль церквей Св. Симеона Столпника.
Семен Федорович Сорокин (1732 - 1797) был основателем семейного бизнеса и промышленного производства. У него было несколько лавок в Москве, а в 1786 году он основал свинцово-белильный завод на месте впадения Пятницкого ручья в Волгу. Он также приобрел кожевенный завод на Железной улице. Семён Сорокин вступил в брак с Натальей Афанасьевной (1733 — 1807), у которой уже была дочь Агрипина от первого брака. У них родился сын Филипп в 1759 году.
Филипп Семёнович Сорокин (1759 - 1832) был купцом 1-й гильдии и городским главой Ярославля в 1808-1811 годах. Он стал наследником дела своего отца в молодом возрасте. Филипп расширил белильный завод в конце XVIII века, когда в Ярославле началось большое строительство. Завод начал производить свинцовые белила.. Он вступил в брак с Анной Петровной (1760 — 1782), дочерью ярославского купца Петра Алексеевича Рыбникова, 29 сентября 1777 года. У них родились трое детей: Наталья (1778), Мария (1780, скончалась в младенческом возрасте) и Анна (1781). Однако, Анна Петровна умерла от чахотки 22 февраля 1782 года.
Софья Сергеевна Сорокина (23.01.1863 - 15.11.1909) была замужем за Александром Георгиевичем (Егоровичем) Лопатиным, представителем известного ярославского купеческого рода.
Зинаида Сергеевна Сорокина (?-?) была замужем за Александром Александровичем Никифоровым, городским архитектором. В начале XX века они приобрели дом на Ильинской площади, где проживали вместе до революции.
Николай Сергеевич Сорокин (1873 - после 1917) стал последователем семейного бизнеса Сорокиных. Он был женат на Гильдегарде Христиановне, и у них родился сын Николай Николаевич Сорокин в 1914 году.

## Положение в обществе
Семья Сорокиных имела прочное положение в обществе. К началу XIX века они стали купцами 1-й гильдии, и их состояние было самым крупным среди всех купеческих семей в Ярославле. Филипп Семёнович Сорокин был также избран городским головой в конце 1807 года и активно занимался строительством и благоустройством города.

## Промышленное дело
Промышленное дело Сорокиных также процветало. Филипп Семёнович расширил белильный завод в конце XVIII века, чтобы удовлетворить потребности в строительных и отделочных материалах во время большого строительства в Ярославле. Он также приобрел кожевенный завод и дом на Железной улице.
Дом на Железной улице был перестроен в стиле классицизма и до революции принадлежал семье Сорокиных. В это время также продолжалось строительство нового гостиного двора и реконструкция улиц в городе.

## Свинцово-белильный завод
В 1786 году Семён Фёдорович Сорокин основал завод по производству свинцово-белильных материалов.
На первой ярославской выставке в 1837 году Сорокины представили свои белила, которые отличались привлекательной ценой по сравнению с конкурентами. В то время как другие производители продавали лучшие образцы белил по цене более 14 рублей за пуд, белила Сорокиных стоили всего 12 рублей. Белила высшего качества использовались для окрашивания в белый цвет, а белила второго класса применялись для окрашивания крыш, полов и создания темных оттенков.
Хотя белила второго класса приносили значительную прибыль производителям, они не всегда удовлетворяли потребителей из-за недостаточной стойкости краски. В середине XIX века свинцово-белильные продукты местных заводов были популярны на ярмарках в Нижнем Новгороде, Ростове, Москве и Казани.
В 1883 году с участием 60 рабочих завод производил свинцовые и шпатовые белила на сумму почти 65 тысяч рублей в год. В основном производились белила с добавлением тяжелого шпата, то есть белила второго сорта.